# Rinorea sinuata
Espèce
Rinorea sinuata Chipp. est une espèce de plantes à fleurs de la famille des Violaceae et du genre Rinorea. C'est une plante endémique du Cameroun.